# 14 lutego (album)
14 lutego – ósmy album polskiego zespołu Verba, wydany 14 lutego 2013 roku.

## Lista utworów
1. "Głupia miłość" - 3:25
2. "Huśtawka" - 3:29
3. "Chłopak i dziewczyna" - 4:11
4. "Moje życie to ty" - 3:24
5. "Jak nocny" - 2:31
6. "Ja i moja dziewczyna" - 3:34
7. "Mieliśmy wszystko" - 3:09
8. "Nie widzisz mnie" - 3:16
9. "Młode wilki nie istnieją" - 3:13
10. "Jak w Paranormal" - 3:28
11. "Przerwa w pracy 1 - Roman" - 3:27
12. "Życiowe dylematy" - 2:46
13. "Do końca życia" - 2:48
14. "Nie ma ciebie i mnie" - 3:16
15. "Deszczowy kamień" - 4:36
16. "Nie chcę" - 3:04
17. "Teraz zapomnij" - 1:36
18. "Trójkątny nawias i trójka" - 3:21
19. "Odległość" - 3:06
20. "Uwielbiam cię kochanie" - 3:15
21. "Przerwa w pracy 2 - Jadą jadą Elo elo 2013" - 3:19